# شوان میلر
شوان میلر (انگلیسی: Shaunae Miller؛ زادهٔ ۱۵ آوریل ۱۹۹۴) یک دونده اهل باهاما است.